# Roche (stacja kolejowa)
Roche – stacja kolejowa we wsi Roche, w hrabstwie Kornwalia, 4 km na południe od Newquay. Do 1979 r. stacja była węzłowa z odnogą do Carbis.

## Ruch pasażerski
Stacja obsługuje ok. 5012 pasażerów rocznie (dane za rok 2021/2022) (dane ze sprzedaży biletów). Posiada połączenie z Par, Newquay oraz linią Cornish Main Line. Serwis obsługiwany jest wahadłowo, siedem razy dziennie.